# Nechaevskaja
Nechaevskaja (in lingua russa Нехаевская) è una stanica dell'oblast' di Volgograd, in Russia. È il centro amministrativo del rajon Nechaevskij. Si trova 360 km a nord-ovest di Volgograd.